# Aminorex
Aminorex ist eine synthetisch hergestellte chemische Verbindung, die unter dem Namen Menocil als Appetitzügler (Anorektikum) 1965 in der Schweiz und 1966 in Deutschland und Österreich auf den Markt gebracht wurde. Bereits 1968 wurde Menocil wieder vom Markt genommen, nachdem das Auftreten von präkapillarer pulmonaler Hypertonie beobachtet worden war, zum Teil mit Todesfolge.
Aminorex ist dem 4-Methylaminorex eng strukturell verwandt. In Deutschland ist Aminorex ein verkehrsfähiges, jedoch nicht verschreibungsfähiges Betäubungsmittel.

## Wirkungsweise
Aminorex setzt endogene Katecholaminspeicher frei und hemmt die Serotoninwiederaufnahme.